# Smith Mills
Smith Mills – jednostka osadnicza w Stanach Zjednoczonych, w stanie Massachusetts, w hrabstwie Bristol.